# Eufrasio Álvarez
Eufrasio Álvarez (Cuzco, siglo XIX-Lima, siglo XX) fue un abogado, magistrado y político peruano. Fue ministro de Justicia, Culto e Instrucción de 1931 a 1932, en el gobierno constitucional de Luis Sánchez Cerro. Como magistrado, llegó a ser vocal de la  Corte Suprema. 

## Biografía
Nacido en Cuzco, se graduó de doctor en Jurisprudencia y se recibió de abogado. Empezó a trabajar en la judicatura, como juez de primera instancia en Apurímac.
Era amigo y compadre del teniente coronel Luis Sánchez Cerro, el mismo que derrocó al presidente Augusto B. Leguía en 1930 y presidió una Junta Militar de Gobierno. Cuando Sánchez Cerro asumió constitucionalmente la presidencia de la República el 8 de diciembre de 1931, Eufrasio Álvarez fue convocado para formar parte del primer gabinete ministerial del gobierno, en calidad de ministro de Justicia, Instrucción, Culto y Beneficencia. Debido a que se hallaba en Arequipa, no pudo estar presente en la ceremonia de toma de mando, y su juramentacion como ministro se realizó el 12 de diciembre.
Dicho gabinete estaba presidido por Germán Arenas, que era a la vez el titular de Fomento. Los demás ministros eran: Luis Miró Quesada de la Guerra (Relaciones Exteriores), José Manuel García Bedoya (Gobierno y Policía), José Cateriano (Hacienda y Comercio), el coronel Manuel E. Rodríguez (Guerra) y Alfredo Benavides Diez-Canseco (Marina y Aviación).
Al igual que la mayoría de sus colegas, duró menos de dos meses en su cargo de ministro, pues el 29 de enero de 1932 se constituyó un nuevo gabinete ministerial, encabezado por Francisco Lanatta.
Tras su paso fugaz por la política, continuó su carrera en la judicatura, como vocal de la Corte Superior de Justicia de Cuzco. En marzo de 1932 pasó a ser vocal de la Corte Superior de Lima. En 1934, fue designado vocal titular de la Corte Suprema, cargo que ocupó hasta su jubilación.